# 마이크로 자동차

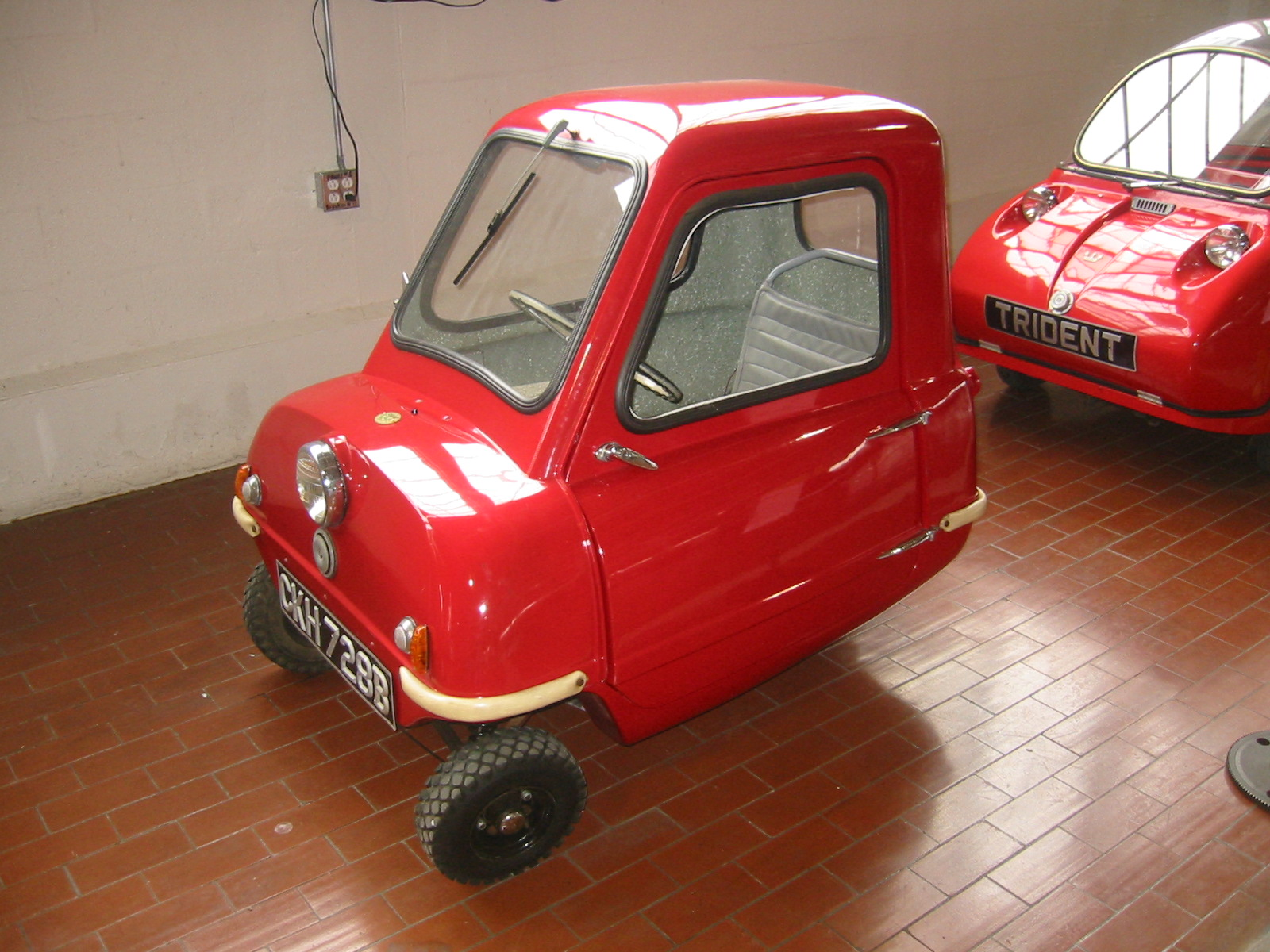
필 P50

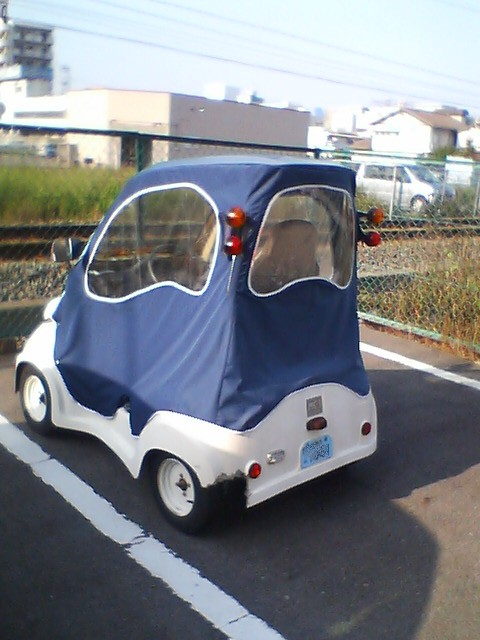
미쓰오카 자동차 K-1

마이크로 자동차(microcar)는 수백cc 의 작은 엔진이 장착된 2인승 자동차 유형으로 전통적인 자동차는 아니다.  제2차 세계 대전 후 유럽에서 인기를 끌었고, 당시에 버블카라고도 불리었다. 바퀴가 3개인 경우도 많다. 대한민국의 자동차관리법에서는 경차보다 낮은 등급이 없기 때문에 마이크로 자동차는 사실상 경차로 분류한다.

## 구분

### 일반적 구분
마이크로 자동차의 법률상 구분은 국가별로 상이하며, 아래의 내용은 일반적인 구분이다.
- 1인 승차
- 엔진 배기량이 49cc ~ 500cc인 것
- 일륜구동
- 케이블은 2 또는 4 바퀴 (예 : 영국과 같은 국가에서 더 이상 허용)에 브레이크를 운영.
- 캐이블식 브레이크
- 간단한 구조로 되어 있는 현가장치
- 6개에서 8개의 로드휠

### 일본의 구분
일본에서 마이크로 자동차는 미니카(Mini car, 일본어: ミニカー)로 불리며, 일본 내의 일부 제조 회사에서는 장난감 미니카(미니어처 카)와 구분하기 위해 "마이크로카"로 부르고 있다. 법률상 분류는 아래와 같다.
- 도로교통법 : 총배기량 50cc 이하 또는 정격 출력 0.6kw 이하의 원동기를 얹은 보통자동차.
- 도로운송차량법 : 삼륜 이상의 원동기장치자전거

## 같이 보기
- 자동차 분류
- 경자동차
- 저속 전기차